# Titularerzbistum Rhusium
Rhusium (ital.: Rusio) ist ein Titularbistum der römisch-katholischen Kirche.
Es geht zurück auf einen erloschenen Bischofssitz in der antiken Stadt Rhusion in der römischen Provinz Thracia (in der Spätantike: Provinz Rhodope) im heutigen nordöstlichen Griechenland.
| Titularerzbischöfe von Rhusium |                               |                                                                |                 |                   |
| Nr.                            | Name                          | Amt                                                            | von             | bis               |
| 1                              | Pellegrino Luigi Mondaini OFM | emeritierter Apostolischer Vikar von Changsha (Republik China) | 11. August 1930 | 19. Dezember 1934 |
| 2                              | Jan de Jong                   | Koadjutorerzbischof von Utrecht (Niederlande)                  | 3. August 1935  | 6. Februar 1936   |
| 3                              | Rémy-Louis Leprêtre OFM       | Apostolischer Delegat                                          | 18. März 1936   | 10. Januar 1961   |
| 4                              | Alberto Castelli              | Kurienerzbischof                                               | 19. Januar 1961 | 7. März 1971      |